# Gazophylacium catalano-latinum
El Gazophylacium catalano-latinum és un diccionari català-llatí, destinat a l'estudi d'aquesta darrera llengua, obra de Joan Lacavalleria i Dulac, imprès a Barcelona el 1696 per Antoni Lacavalleria, conegut impressor i oncle de l'autor. Constitueix l'aplec de lèxic català més extens i exhaustiu del segle xvii i se'l considera una peça cabdal de la lexicografia catalana.

## Contingut i descripció de l'obra

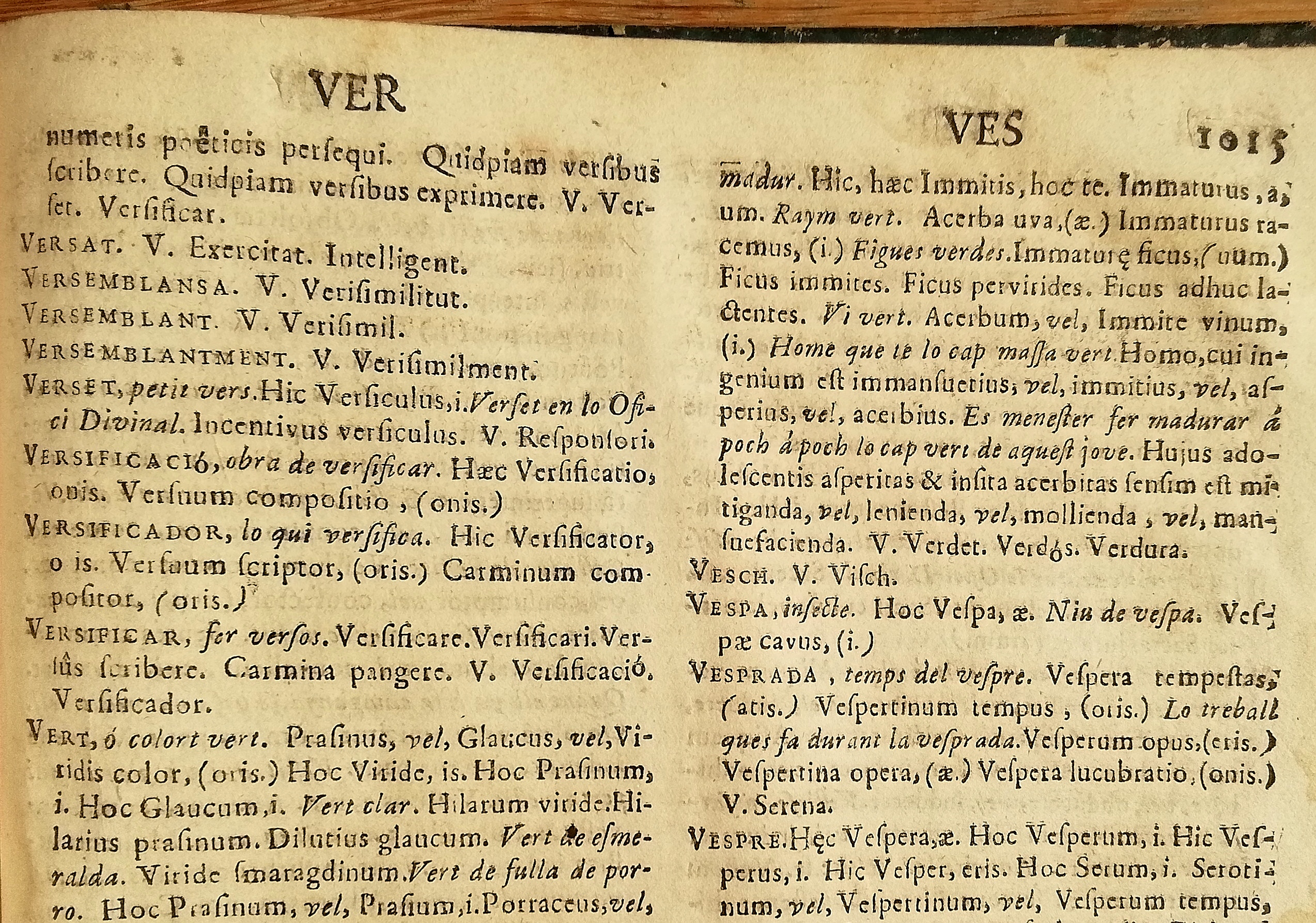
Fragment de la pàgina número 1015 del Gazophylacium

El seu títol i les seves dades completes són: Gazophylacium Catalano-Latinum, dictiones phrasibus illustratas, ordine literario comprehendens, cui subjicitur irregularium verborum elenchus. Auctore Joanne Lacavalleria et Dulach V.I.D. Anno 1696. Barcinone: apud Antonium Lacavalleria, In Via Libraria.
Es tracta d'una obra de considerable extensió (1.037 pàgines, a doble columna), que té com a particularitat que aporta, per a la majoria dels termes catalans, una breu definició d'aquests, abans dels termes i frases llatins que exemplifica. Per tant, conté una gran quantitat de locucions, accepcions i frases, amb molta varietat lèxica. Els historiadors de la lexicografia el consideren el diccionari més important fins al Diccionari Labèrnia, de 1839.
Fins al 2015 es considerava que Joan Lacavalleria havia ampliat i refós el Diccionari trilingüe castellà-francès-català, del seu pare, Pere Lacavalleria. Tanmateix, Pere Montalat, acadèmic que va doctorar-se amb una tesi sobre el Gazophylacium, va demostrar que aquesta obra és en realitat una versió de Le dictionaire royal augmenté de François-Antoine Pomey.
Gazofilaci (Gazophylacium) significa tresor o el lloc on es guarda aquest. Aquest nom s'aplicava a molts diccionaris llatins, significant que constituïen un tresor de la llengua llatina, destinant-se a recollir i guardar-ne els mots i les frases, amb les seves elegàncies. En la mateixa línia, el 1611 Sebastián de Covarrubias titulà el seu diccionari com a Tesoro de la Lengua Castellana o Española

## Referències literàries a l'obra

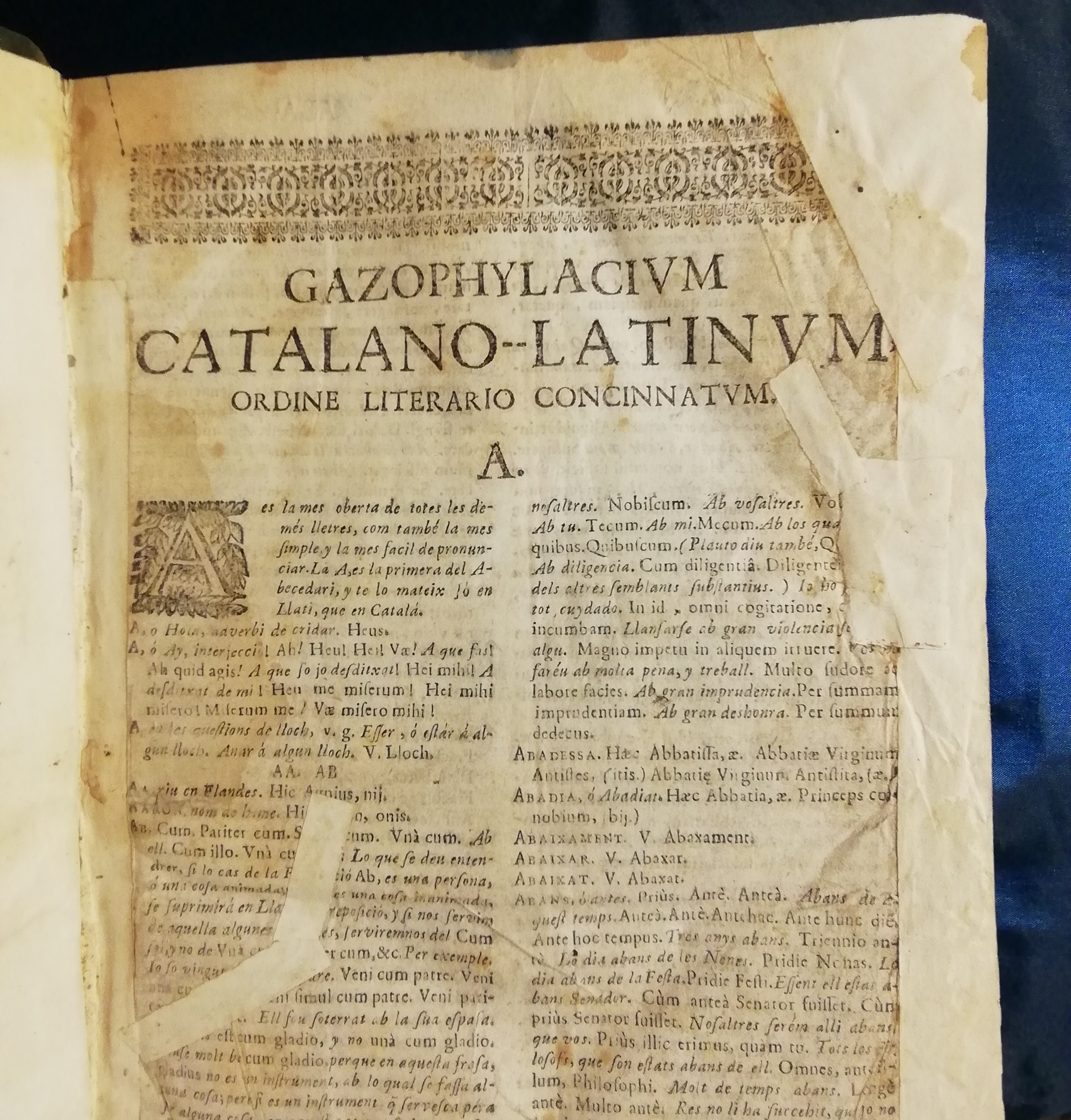
Catalano-Latinum, primera pàgina del diccionari